# Gabriel Gugès

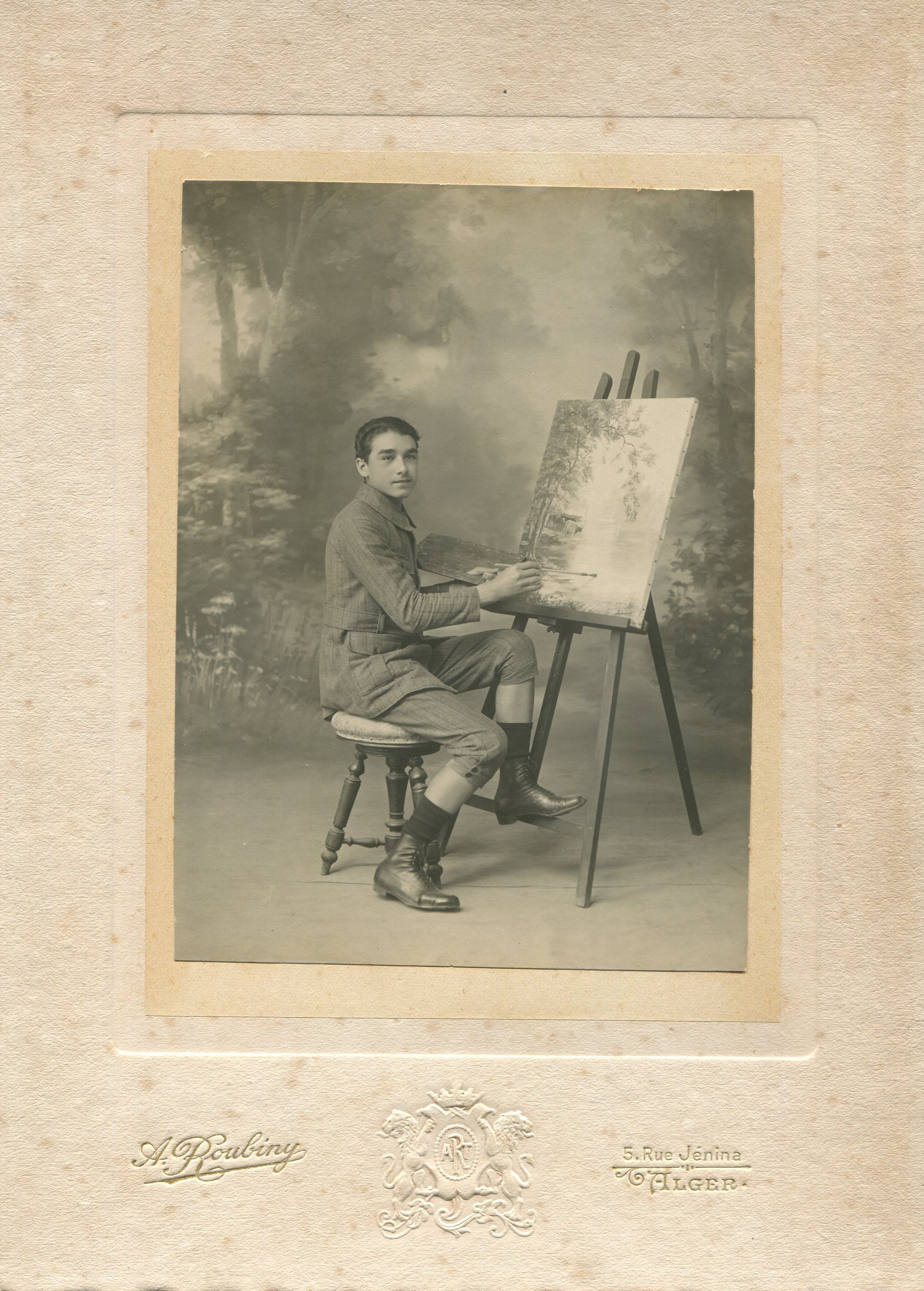
Gabriel Gugès en 1918 à l’École nationale des beaux-arts d’Alger, section peinture, dans l’atelier de Louis Ferdinand Antoni.

Gabriel Gugès est un artiste peintre français né à Renault en Algérie française le 3 janvier 1903 et mort à Verrières, Charente, le 15 juin 1996.

## Biographie
Gabriel Gugès grandit dans la propriété familiale à Renault, aujourd’hui Sidi M’Hamed Ben Ali, dans le département d’Oran (puis de Mostaganem à partir de 1958), entouré de deux sœurs et de quatre frères. C'est son grand-père, employé municipal, qui venant de Bouleternère dans les Pyrénées-Orientales, s'est installé et marié en Algérie en 1856 avec une jeune-fille originaire de Moselle.
En 1917, il entre à 14 ans à l'École nationale des beaux-arts d’Alger, section peinture, dans la classe de Louis Ferdinand Antoni, artiste peintre renommé, professeur d'arts décoratifs depuis 1912 et directeur de l'École nationale des beaux-arts d’Alger de 1933 à 1938. Il y reçoit de nombreuses mentions et de nombreux prix,, notamment deux premiers prix à sa sortie de l'école en 1924, le 1er prix de l'Académie d'Alger et le 1er prix d'Art décoratif. Il complète sa formation à l'École nationale des beaux-arts de Paris.
En 1924, il est admis au concours de professorat de peinture organisé à Alger.

Peintre voyageur, Gabriel Gugès ne cesse de parcourir durant cinquante ans, entre 1930 et 1980, l'Algérie bien sûr mais surtout l'Espagne, la Grèce, l'Italie, le Maroc, le Portugal ou la Yougoslavie, posant son chevalet à Alger, à Séville, à Tolède, à Ibiza, à Venise, à Capri,  à Santorin, à Marrakech, à Fès, à Tinghir, à Tiznit, à Dubrovnik,...

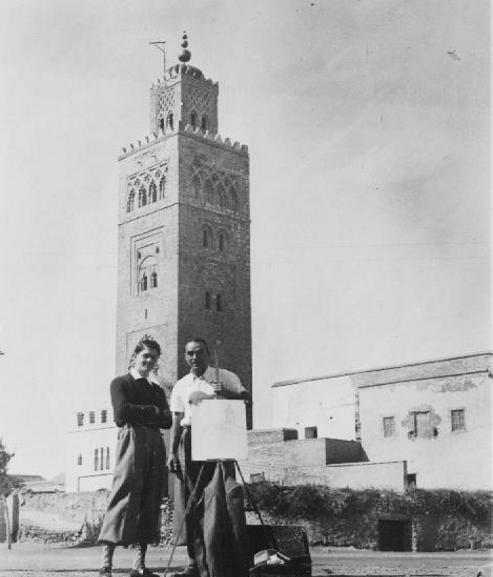
Gabriel Gugès (derrière son chevalet) peignant la Koutoubia de Marrakech au Maroc en juin 1938.

Il rapporte de ses voyages sur le pourtour de la Méditerranée, des huiles mais surtout des gouaches, gouaches souvent inachevées sur un fond qui reste vierge, à la façon des Carnets de Delacroix, où se juxtaposent des touches de couleurs franches et éclatantes dans la filiation mélangée des techniques du postimpressionnisme et du divisionnisme. Gabriel Gugès se voit ainsi reconnu par les critiques d'art comme étant un « poète de la couleur », notamment dans le rendu des étoffes, n'hésitant pas dans ses études des types et des costumes, à mélanger à ses pigments des encres de Chine, pour rendre l'aspect lisse et brillant d'une robe en satin noir, la transparence d'une étole en mousseline ou la douceur et la souplesse d'un châle en soie.

## Œuvres et expositions
Très jeune et durant plusieurs décennies, Gabriel Gugès expose ses œuvres en Algérie et en France, participant à des salons officiels et étant invité par des galeries d'art.
Dès 1927 et jusqu'en 1931, il expose au Salon des artistes français à Paris où son tableau « Saint Sébastien » est récompensé en 1928 d'une Mention Honorable et, en 1930, l'une de ses œuvres majeures, œuvre de jeunesse très académique, « Le Printemps », lui permet de se voir décerner une Médaille d’argent,.
Durant ces mêmes années, il expose à Alger au Salon d’Hiver (Exposition des Beaux-Arts organisée par le Syndicat professionnel des artistes algériens), au Salon de l’Association de l’École nationale des beaux-arts, au Salon des Artistes indépendants, au Salon de la Société des artistes algériens et orientalistes,,, au Salon de l’Union artistique d’Afrique du Nord, ou encore au Salon de l'Association artistique des artistes algériens.
À Oran, les galeries Le Prématice et Marica-Allée (Maroc 1938) accueillent ses œuvres, alors qu'il expose aussi au Palais consulaire et au Grand hôtel de Mostaganem,,.
À Nice enfin, après son retour en France, il expose régulièrement ses œuvres à l'hôtel Splendid sur le boulevard Victor Hugo.
Gabriel Gugès participe ou répond aussi à des commandes officielles. Très jeune, il participe ainsi à la décoration murale par son maître, Louis Ferdinand Antoni, de la salle des fêtes du Palais d'été du Gouverneur général de l'Algérie à Alger (aujourd'hui Palais du Peuple). Plus tard, il réalise aussi une fresque murale décorant la Salle des délibérations du Palais consulaire de Mostaganem. Il réalise encore des décors de fêtes et de spectacles, théâtre et opéra,,, ou bals officiels de l'université organisés à l'Opéra d'Alger,,. Enfin, établi à Nice juste avant l'indépendance de l'Algérie, une église du Vieux-Nice lui commande dans les années 1970, la peinture d'un grand tableau représentant la Cène.